# Kaffeehaus (Wolfenbüttel)

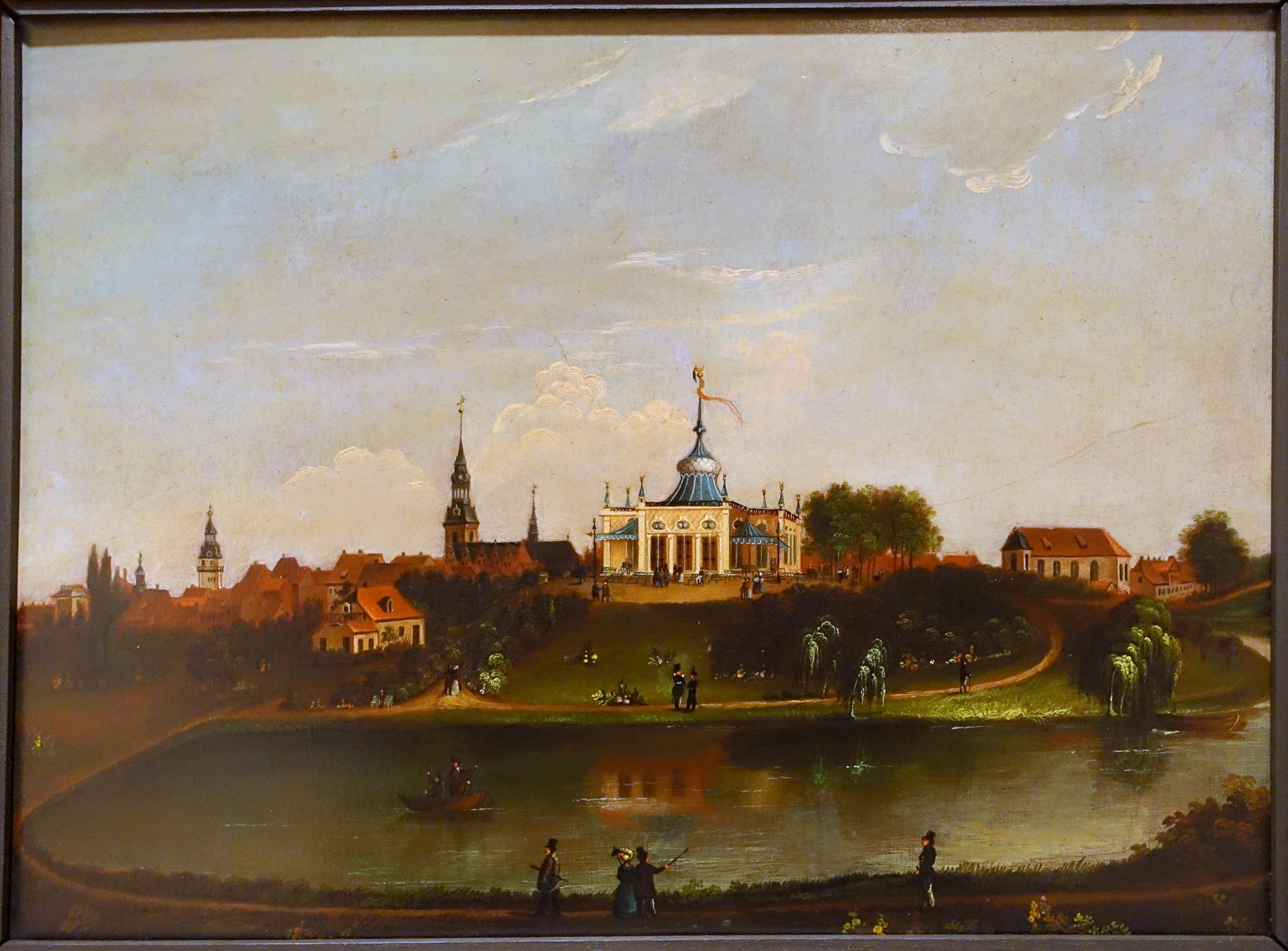
Ölgemälde des Original-Kaffeehauses in Wolfenbüttel (ca. 1840)

Das Kaffeehaus ist eine traditionsreiche gastronomische Einrichtung in der niedersächsischen Stadt Wolfenbüttel, die 1839 eröffnet wurde und bis heute unter dem Namen „Parkhotel Altes Kaffeehaus“ als Hotel und Restaurant fortgeführt wird.

## Standort

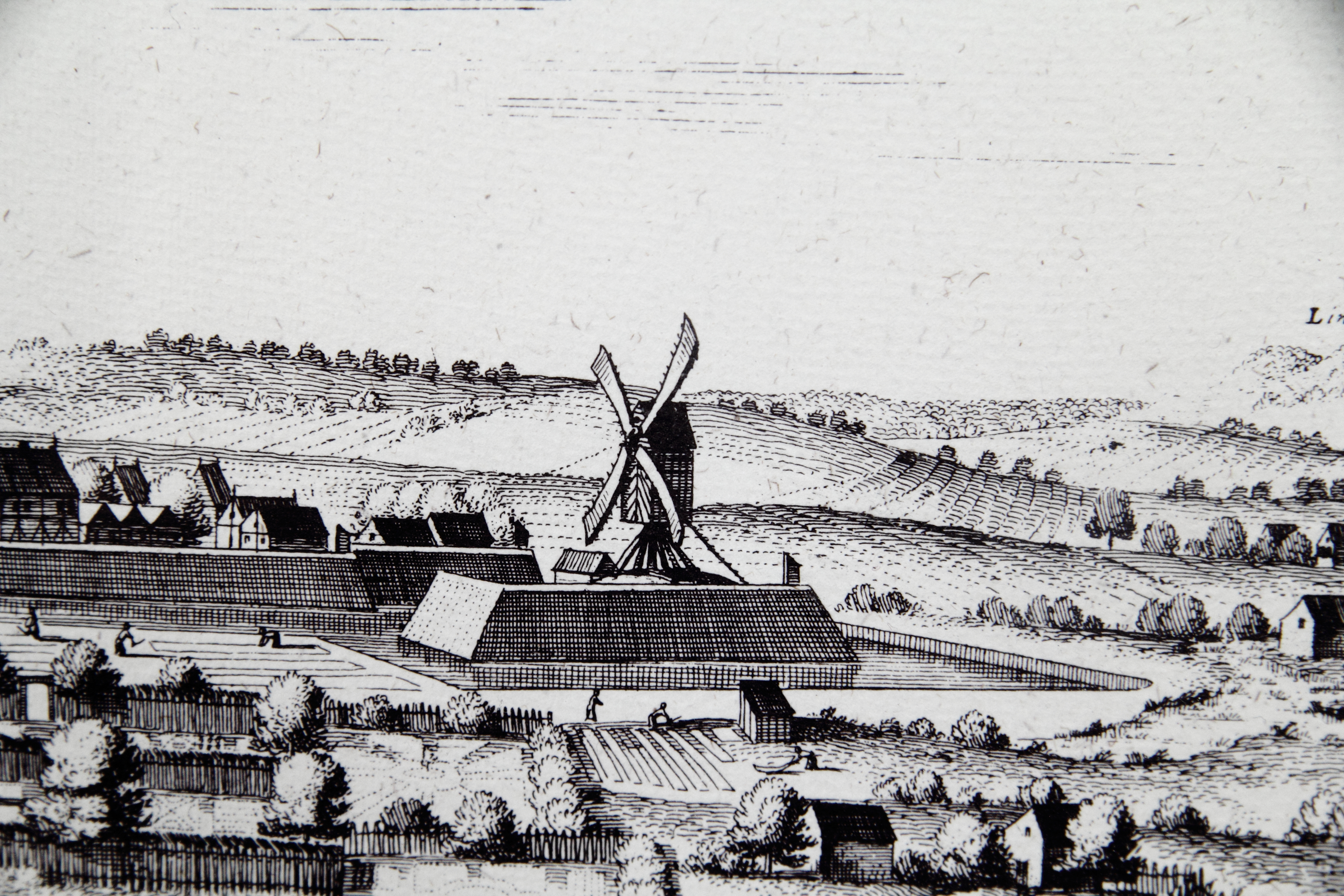
Die Bastion auf dem Karlsberg nach dem Dreißigjährigen Krieg (um 1650) mit Windmühle

Das Gebäude steht bis heute auf der Erhebung der Bastion „Karlsberg“, einer der mächtigen Befestigungsanlagen, die die Festung Wolfenbüttel nach den Zerstörungen im Zuge der Eroberung durch die Truppen des Schmalkaldischen Bundes 1542 erhalten hatte. Diese Ausbauten und Modernisierungen, die die Festung ab etwa 1570 auf den neuesten Stand der militärischen Entwicklung brachten, wurden unter den Herzögen Heinrich und Julius unter anderem von dem italienischen Festungsbaumeister Francesco Chiaramella de Gandino und dem niederländischen Architekten Hans Vredeman de Vries durchgeführt. Benannt wurde die Bastion, wie auch die auf sie zuführende Karlstraße, nach dem Prinzen Karl Viktor, einem Sohn von Herzog Heinrich und Bruder von Herzog Julius. Karl Viktor war wie sein anderer Bruder Philipp Magnus, nach dem die Bastion „Philippsberg“ benannt wurde, in der Schlacht bei Sievershausen 1553 ums Leben gekommen.
Auf der Anhöhe der Bastion Karlsberg stand in späteren Jahren eine Windmühle, sodass sie auch „Mühlenberg“ genannt wurde.

## Das Kaffeehaus als Ausflugslokal

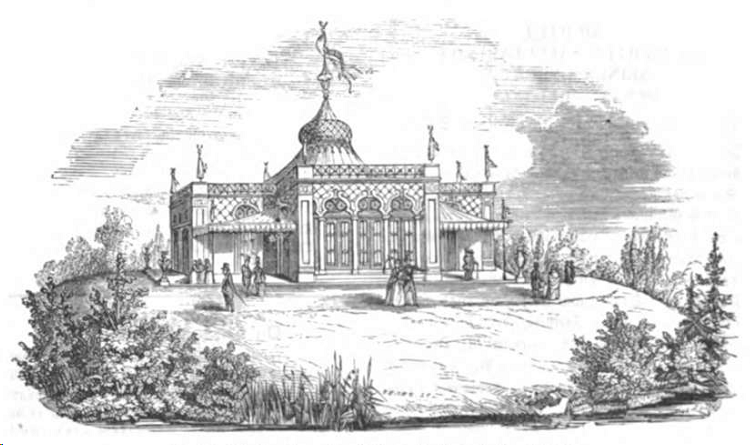
Das Kaffeehaus an der Eisenbahn bei Wolfenbüttel, Illustrirte Zeitung, Leipzig 1843

Im Jahre 1837 beschloss der Braunschweigische Landtag, eine Eisenbahntrasse von Braunschweig in den Harz zu bauen. Der erste Streckenabschnitt der Herzoglich Braunschweigischen Staatseisenbahn wurde am 1. Dezember 1838 in Gegenwart von Herzog Wilhelm eröffnet und führte von Braunschweig nach Wolfenbüttel. Um das Geschäft zu beleben und die Fahrt nach Wolfenbüttel für die Braunschweiger attraktiv zu machen, beauftragte die herzogliche Eisenbahndirektion den Bau eines Ausflugslokals in Form eines Kaffeegartens in Sichtweite des neuen Wolfenbütteler Bahnhofs. Der Hofbaumeister Carl Theodor Ottmer, der bereits den Bahnhof gebaut hatte, sollte auch das neue Ausflugslokal gestalten. Er entschied sich für die Form eines türkischen Kaffeehauses (Café turc), das in stark orientalisierendem Stil umgesetzt wurde, um als exotische Attraktion zu wirken. Die herausgehobene Position auf der Höhe des Karlsbergs unterstützte dieses Ziel. Das türkische Kaffeehaus wurde im Mai 1839 feierlich eröffnet.
Die Glas-Eisen-Holz-Konstruktion des verspielten Gebäudes war jedoch nicht sehr dauerhaft. Im Jahre 1863 musste das Gebäude wegen Bauschäden geschlossen werden.

## Veranstaltungslokal für Wolfenbüttel

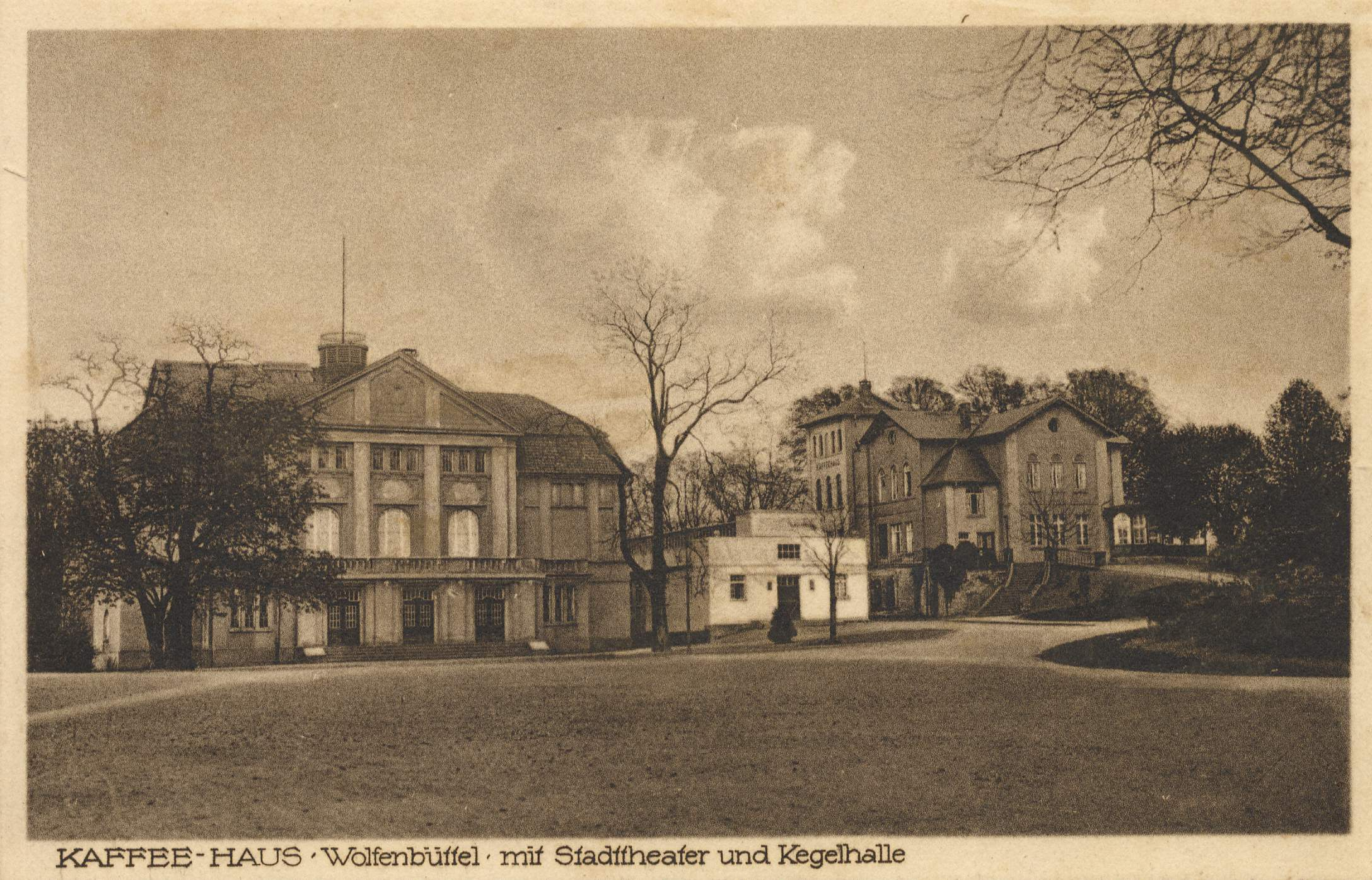
Kaffeehaus (rechts) mit Stadttheater und Kegelhalle nach 1909

Im Jahre 1865 wurde auf der Anhöhe der Karlsbastion ein zweistöckiges Gasthaus neu errichtet. Im Kern blieben dabei Reste des ersten Baues erhalten. Aufgrund seines Erfolges als Veranstaltungslokal für die Wolfenbütteler Bevölkerung wurde das Gebäude im Laufe der Jahre und Jahrzehnte immer weiter ausgebaut und entwickelte sich unter dem Namen "Kaffeehaus" zu einem bedeutenden Faktor in der Wolfenbütteler Gastronomie. Dabei änderte sich auch die Sichtachse des Gebäudes. Während das alte Ausflugslokal nach Süden auf den Stadtgraben (als Rest des alten Befestigungsgrabens um die Karlsbastion) ausgerichtet war, wendete sich das neue Gebäude nach Westen zur heutigen Langen Straße hin. Die Böschung der alten Bastion in Richtung Stadtgraben wuchs langsam zu und ist auch heute noch durch alten Baumbestand aus dieser Richtung kaum noch zu erkennen.
In unmittelbarer Nachbarschaft nördlich des Kaffeehauses wurde im Jahre 1909 das Stadttheater (später Lessingtheater genannt) errichtet. Beide Gebäude bildeten im 20. Jahrhundert ein Veranstaltungs- und Kulturzentrum im Süden der Wolfenbütteler Altstadt, das auch die beiden Weltkriege überstand.
Am Morgen des 7. Dezembers 1988 wurde das Kaffeehaus durch einen verheerenden Brand fast völlig zerstört. Es entstand ein Millionenschaden. Das Grundstück lag mehrere Jahre brach.

## Modernes Hotel und Restaurant

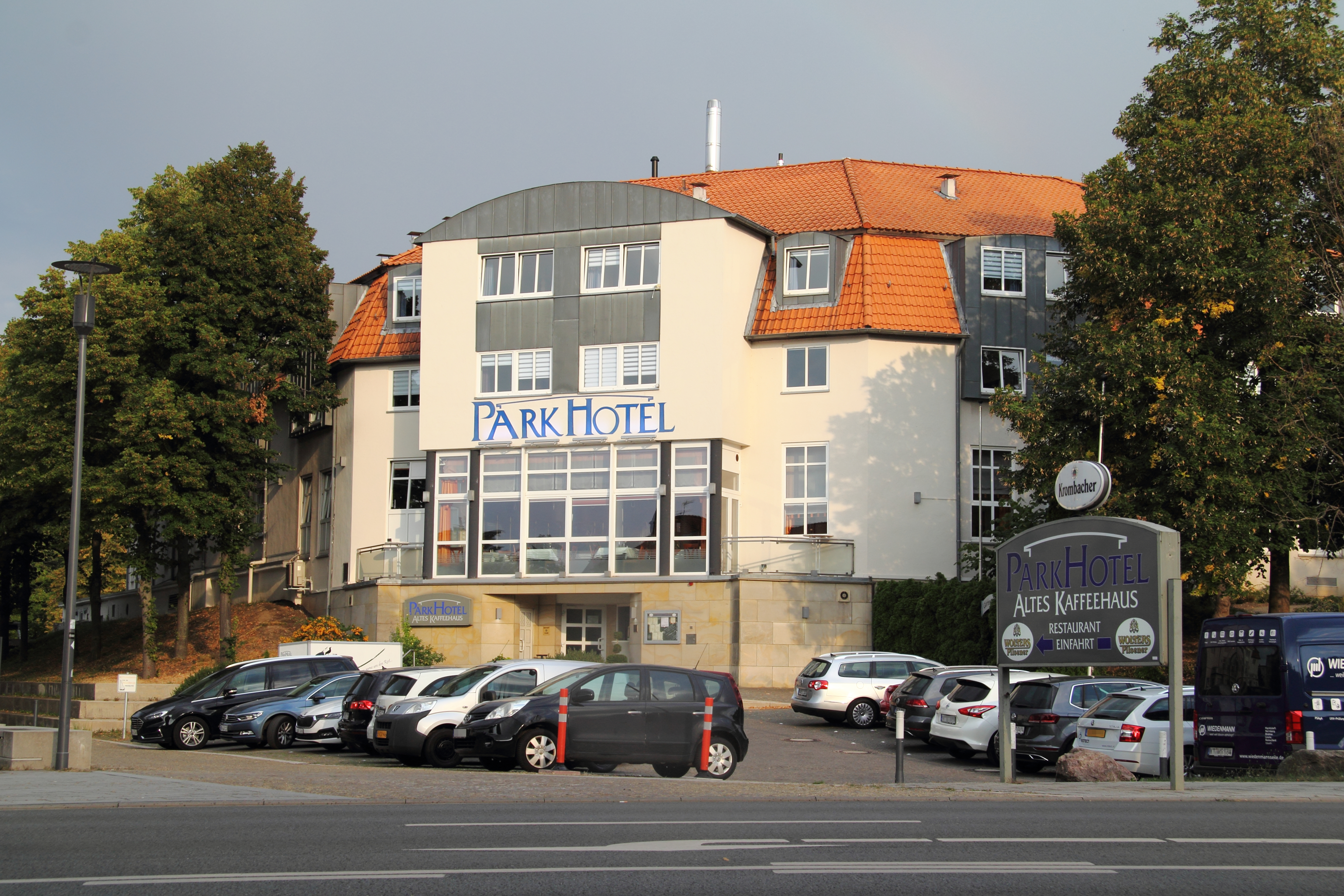
Parkhotel „Altes Kaffeehaus“ im Jahre 2022

Erst in den Jahren 1991/92 wurde in 15-monatiger Bauzeit ein modernes Hotel und Restaurant auf dem Karlsberg errichtet, das den alten Namen „Kaffeehaus“ bis heute weiterführt. Der Neubau weist wie schon der älteste Kaffeehaus-Bau eine Terrasse zum Stadtgraben auf, die aber heute durch dichte Vegetation nicht mehr einsehbar ist. In der unteren Etage gibt es Restauranträume, in denen Mauerreste des alten Kaffeehauses aus den 1830er Jahren erhalten sind.